# Bockhorn (Oberbayern)

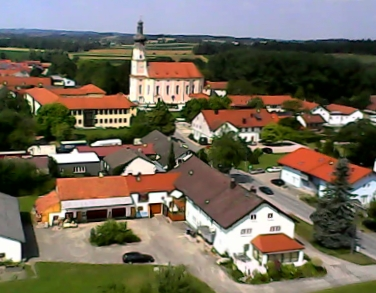
Ortskern von Bockhorn (2013)

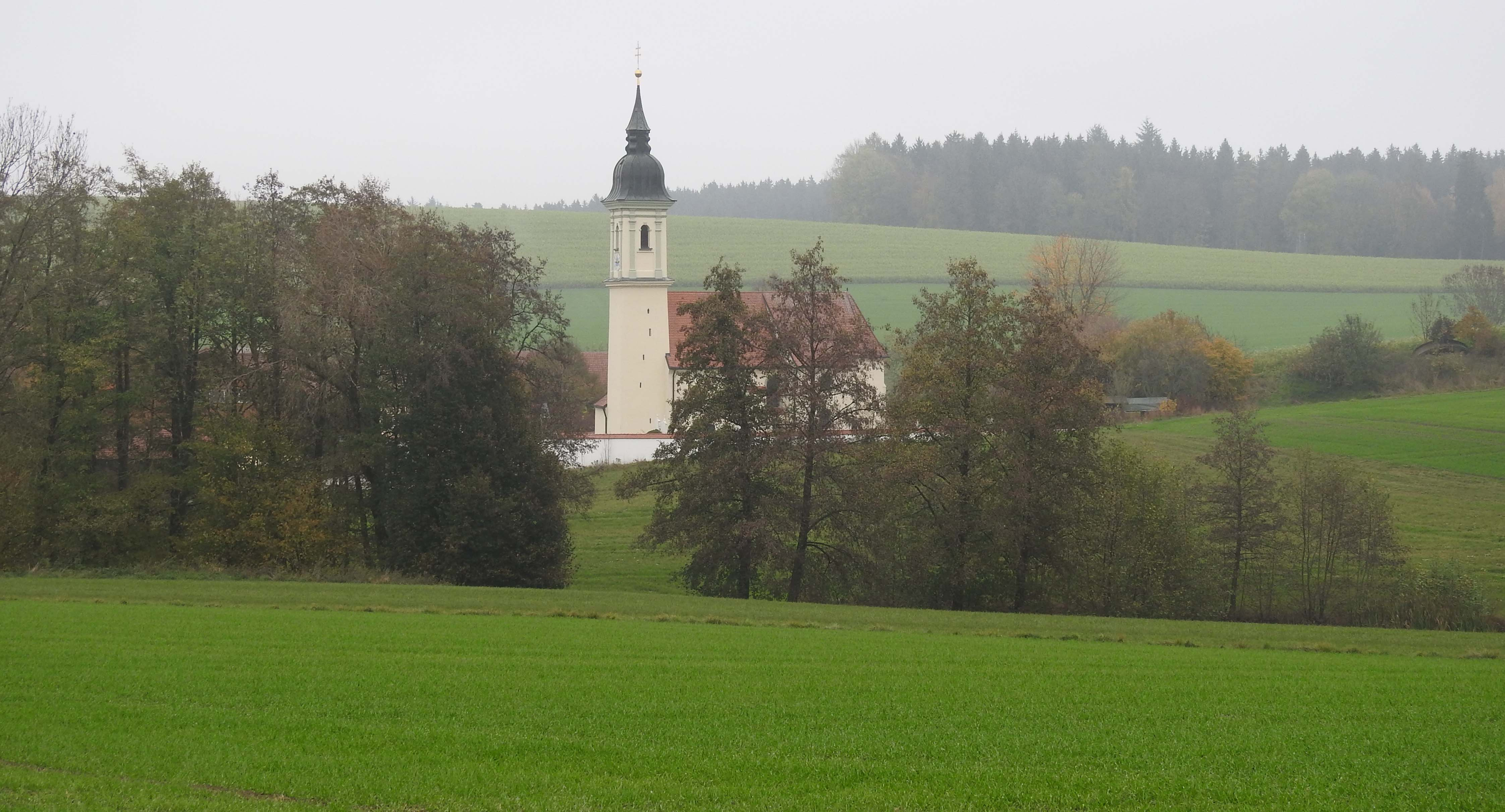
Eschlbach von Süden

Bockhorn (bairisch Bocking) ist eine Gemeinde im Zentrum des oberbayerischen Landkreises Erding. Sie entstand 1972 durch den freiwilligen Zusammenschluss der Gemeinden Bockhorn, Eschlbach, Grünbach und Salmannskirchen.

## Geografie
Der gleichnamige Hauptort ist ein Pfarrdorf. Er liegt in der Region München am östlichen Rand des Erdinger Mooses sieben Kilometer östlich der Kreisstadt Erding, 15 km nordwestlich von Dorfen, 24 km südlich von Moosburg an der Isar und etwa 20 km östlich vom Flughafen München.
Die Strogen gliedert die Gemeinde geologisch: Der westliche Teil ist flach (Rand der Münchner Schotterebene), der östliche Bereich besteht aus tertiärem Hügelland (Erdinger Holzland).

### Gemeindegliederung
Es gibt 49 Gemeindeteile:
Aurlfing, Bergarn, Bernau, Bockhorn (Kernort), Breitasch, Deimling, Emling, Englpolding, Eschlbach, Ferteln, Flanning, Graß, Grünbach, Gugging, Hammerthal, Haselbach, Hecken, Heiderl, Hörgersberg, Hubberg, Hundshof, Kinzlbach, Kirchasch, Köhl, Kölling, Kreut, Kreuthäusl, Loh, Maierklopfen, Mauggen, Neukirchen, Neumauggen, Obermailling, Oberstrogn, Oppolding, Papferding, Polzing, Reisach, Riedersheim, Salmannskirchen, Schwabelsöd, Schwarzhölzl, Tankham, Thal, Übermiething, Untermailling, Unterstrogn, Wiesthof, Windham
Es gibt die Gemarkungen Bockhorn, Eschlbach, Grünbach, Matzbach (nur Gemarkungsteil 0) und Salmannskirchen.

## Geschichte

### Bis zur Gemeindegründung
Bedingt durch den Wasserreichtum und sehr fruchtbare Böden kann für das Gemeindegebiet von Bockhorn mit Besiedlung spätestens seit dem Jungneolithikum (4500 v. Chr.) ausgegangen werden. Archäologisch nachgewiesen ist eine Vielzahl von Siedlungen, die von der Münchshöfener Kultur über die  bis in die Keltenzeit reichen. Unmittelbar am südlichen Ortsrand von Bockhorn befinden sich die Reste einer Siedlung der Bronzezeit.
Um 500 v. Chr. war das Gemeindegebiet von den Kelten besiedelt; bei Papferding befinden sich die eingeebneten Reste einer Viereckschanze. Um 15 v. Chr. dehnte Rom seinen Herrschaftsbereich bis zur Donau auf die Provinz Raetien aus und die Kelten verloren ihre Selbständigkeit. Im 6. Jahrhundert setzte nach dem Ende der Völkerwanderung erneut Siedlertätigkeit ein; auf frühe Siedlungen der Bajuwaren weisen Orte mit der Endung -ing hin (Emling, Flanning, Englpolding, Oppolding, Papferding, Polzing). Im Jahre 776 kam Strogen mit Kirche in den Besitz von Freising. Im Jahre 816 tauchte erstmals der Name Grünbach auf, als der Mönch Liutto seinen Grundbesitz in „Croninpach“ dem Hochstift Freising schenkte. 926 ist der Name Bockhorn in der Schreibweise „Paccharun“ nachweisbar; der Name bedeutet „Leute am Bach“. 1053 wurde Mauggen als „Muchun“ erstmals in einer Übertragungsurkunde eines Gutes an Freising erwähnt. 1156 erschien der Name „Eschlbach“ in den Traditionen des Hochstifts Freising. 1200 wurde in Grünbach mit dem Bau der Burg Grünbach begonnen. 1315 ist Bockhorn (Schreibweise nun „Pachorn“) mit den Filialen Kirchasch, Hecken, Salmannskirchen, Grünbach und Tankham als Pfarrei aufgeführt. 1801 wurde in Grünbach mit dem Bau des noch bestehenden Schlosses Grünbach begonnen.

### 19. Jahrhundert
Die 1809 gebildete Gemeinde Bockhorn mit den Teilorten Aurlfing, Bergarn, Deimling, Emling, Haselbach, Hecken, Heiderl, Reisach, Riedersheim und Strogn (1752 noch „Strogn“, Unterscheidung von Ober- und Unterstrogn ab 1815) erhielt 1818 mit dem Zweiten Gemeindeedikt Selbstverwaltungsrechte.

### 20. und 21. Jahrhundert
1920 und 1942 gab es große Überschwemmungen durch die Strogen. Im Jahr 1972 wurde im Gemeindeteil Grünbach mit dem Bau des Golfplatzes (Golfclub Erding-Grünbach) begonnen (1978 erweitert) und im Schloss Grünbach das Bundesinstitut für Pflanzengenetik eingerichtet (bis 1999). 2002 wurde das neue Rathaus von Bockhorn eröffnet.

### Eingemeindungen
Im Zuge der Gebietsreform in Bayern wurden am 1. Januar 1972 die Gemeinden Bockhorn, Eschlbach, Grünbach und Salmannskirchen zur neuen Gemeinde Bockhorn zusammengelegt. Am 1. Mai 1978 kamen Ober- und Untermailing sowie Polzing im Südosten von der aufgelösten Gemeinde Matzbach dazu.

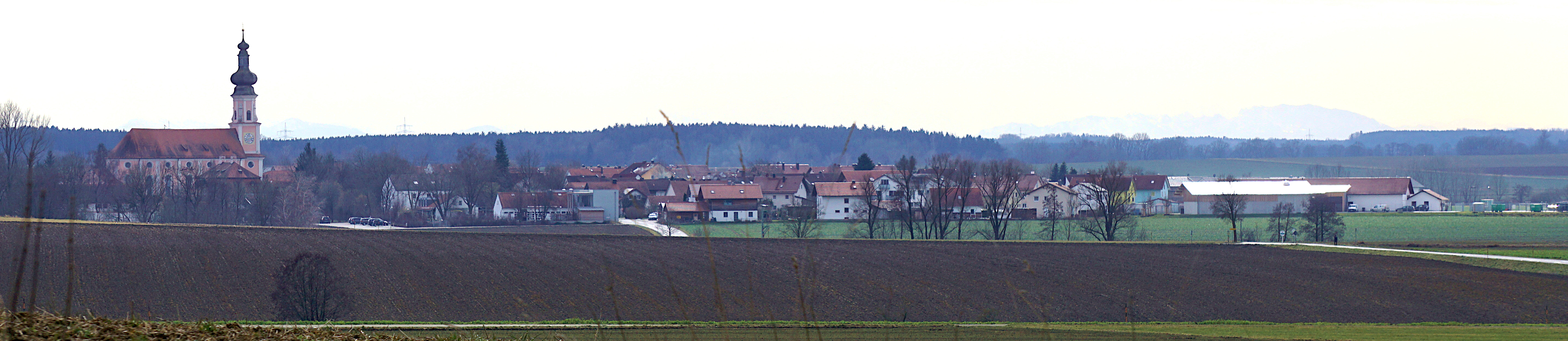
Panorama von Bockhorn

### Einwohnerentwicklung
Gemäß Bayerischem Landesamt für Statistik  haben sich die Einwohnerzahlen jeweils zum 31. Dezember eines Jahres wie folgt entwickelt:
| Jahr      | 1960 | 1970 | 1980 | 1990 | 1995 | 2000 | 2005 | 2010 | 2015 | 2020 |
| --------- | ---- | ---- | ---- | ---- | ---- | ---- | ---- | ---- | ---- | ---- |
| Einwohner | 2331 | 2309 | 2485 | 2704 | 2956 | 3153 | 3447 | 3542 | 3720 | 4144 |

Seit 1972, dem Jahr der Gemeindereform, hat sich die Einwohnerzahl bis 2016 um 1511 erhöht. Das entspricht einem Wachstum von 65,92 Prozent. In den letzten zehn (fünf) Jahren wuchs die Einwohnerzahl um 63,15 (20,62) Prozent.
Zwischen 1988 und 2018 wuchs die Gemeinde von 2636 auf 4005 um 1369 Einwohner bzw. um 51,9 Prozent.

## Politik

### Gemeinderat
Dem Gemeinderat von Bockhorn gehören 16 Personen an. Bei der Kommunalwahl am 15. März 2020 kam folgendes Ergebnis zustande:
| Partei / Liste                     | Stimmenanteil | Sitze |
| Freie Wählergemeinschaft Bockhorn  | 36,71 %       | 6     |
| CSU / Unabhängige Bürger           | 28,20 %       | 4     |
| Bürgerliste Kirchasch mit Umgebung | 17,89 %       | 3     |
| Grünbacher Liste                   | 13,82 %       | 2     |
| AfD                                | 03,39 %       | 1     |

Die Wahlbeteiligung lag bei 74,72 Prozent.

### Bürgermeister
Hans Schreiner (FWG) war von 2002 bis Ende April 2020 Erster Bürgermeister. Bei der Bürgermeisterwahl 2020, bei der Hans Schreiner nicht mehr kandidierte, wurde Lorenz Angermaier (Freie Wählergemeinschaft Bockhorn/Bürgerliste Kirchasch mit Umgebung) mit 65,79 % der gültigen Stimmen gewählt. Er konnte sich damit gegen zwei Mitbewerber durchsetzen, die 22,38 % und 11,83 % erreichten.

### Wappen
| Wappen von Bockhorn | Blasonierung: „In Rot über einem silbernen Horn mit goldenen Beschlägen ein silberner Wellenbalken.“ |
| Wappen von Bockhorn | Wappenbegründung: Die Zusammensetzung des Wappens erinnert an die Bildung der neuen Gemeinde Bockhorn aus den Gemeinden Bockhorn, Grünbach, Eschlbach und Salmannskirchen im Rahmen der kommunalen Gebietsreform zu Beginn des Jahres 1972. Bockhorn führte seit 1966, Grünbach bereits seit 1950 ein Gemeindewappen. Aus beiden 1972 gegenstandslos gewordenen Hoheitszeichen wurden Symbole in das neue Gemeindewappen übernommen. Das Horn stammt aus dem Wappen der Kraft von Grünbach, die sich bis 1497 „Schreiber von Grünbach“ nannten. Diese Familie besaß im 15. und 16. Jahrhundert eine Reihe von Gütern im Landgericht Erding; Christoph Kraft erlangte 1544 für seinen Sitz Grünbach Hofmarksrechte. Der Wellenbalken aus dem alten Bockhorner Wappen symbolisiert die geografische Lage der Gemeinde an der Strogen. Damit wird sowohl ein Bezug zur historischen Entwicklung als auch zur örtlichen Lage hergestellt. Das Horn ist ein redendes Bild für den Gemeindenamen Bockhorn. |

Die Gemeindeflagge hat die Farben Weiß-Rot.

### Gemeindefinanzen
Die Gemeindesteuereinnahmen betrugen im Jahr 2020 4,242 Millionen Euro, davon waren 955.000 Euro  Gewerbesteuereinnahmen (netto).

### Gemeindepartnerschaft
- Magnac-sur-Touvre, Département Charente, Frankreich, seit 2008[11]

## Kultur und Sehenswürdigkeiten

### Baudenkmäler

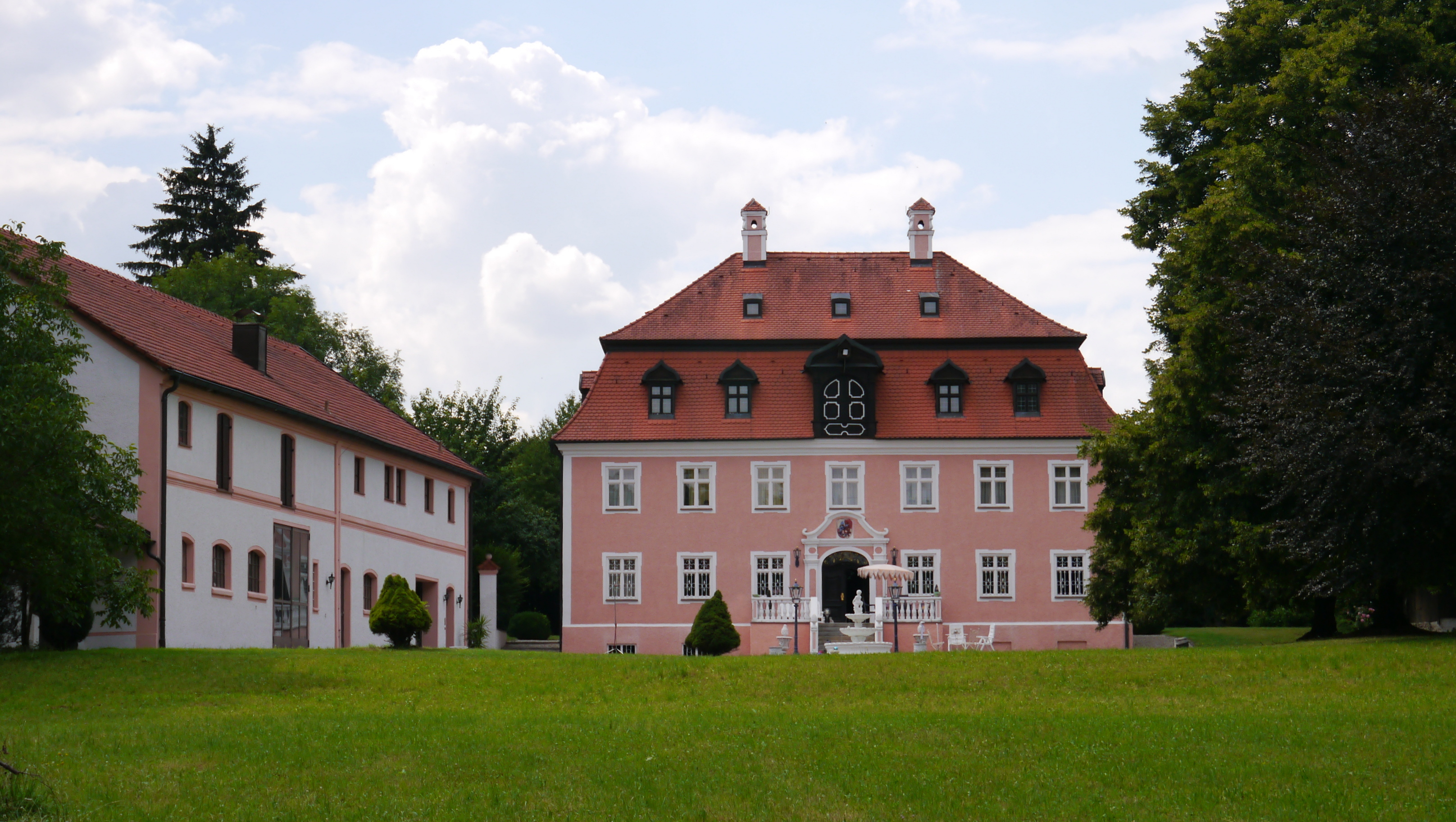
Ehemaliger Pfarrhof, 1775

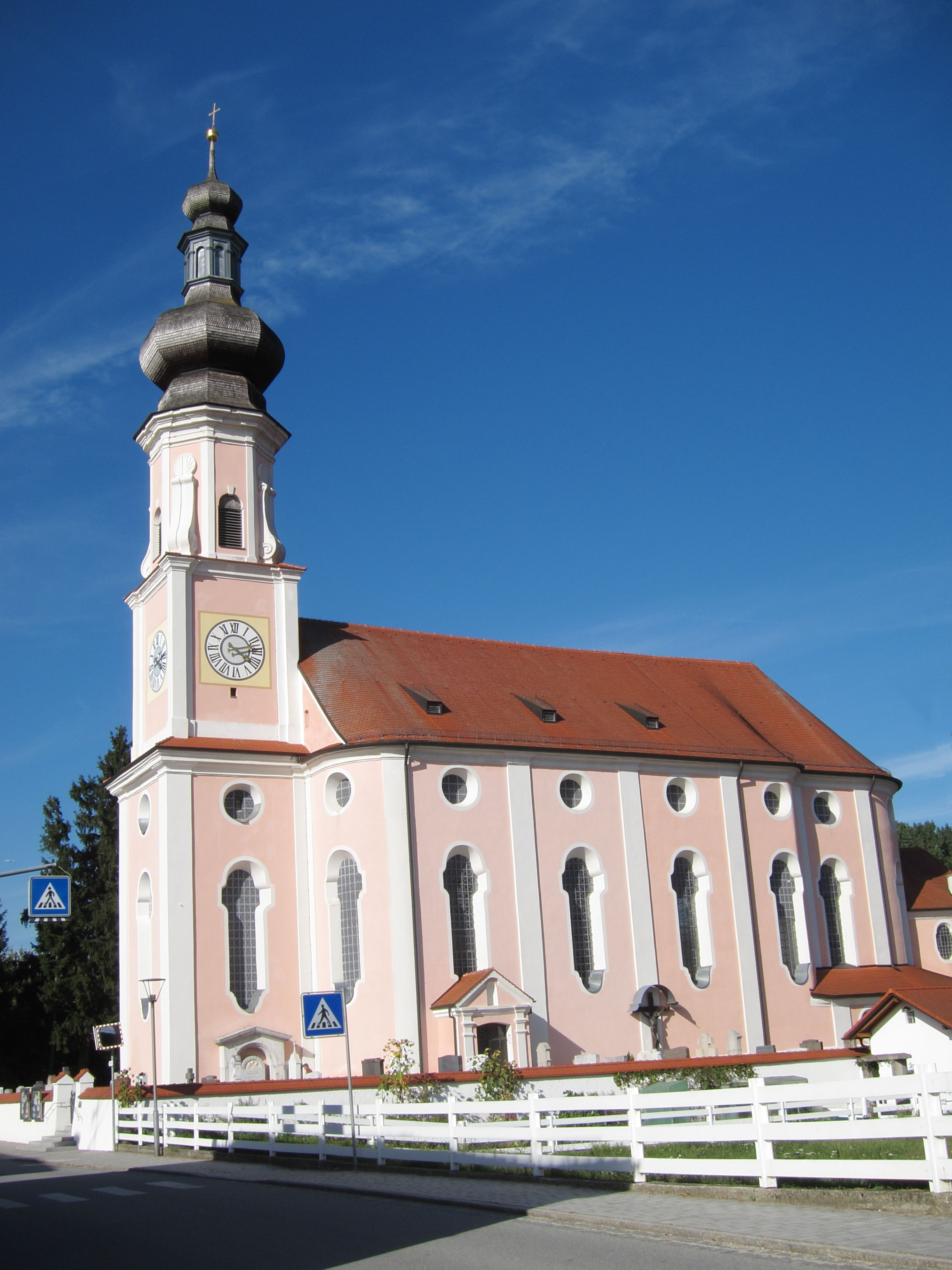
Katholische Pfarrkirche Mariae Heimsuchung, 1712

- Bockhorn: Pfarrkirche Mariä Heimsuchung, barocke Saalkirche, ab 1712 durch den Erdinger Stadtmaurermeister Anton Kogler erbaut, Turmoberbau mit Spindelhelm durch dessen Nachfolger Johann Baptist Lethner errichtet,
- Kirchasch: Filialkirche St. Martin, Saalbau mit Zwiebelturm von Johann Baptist Lethner (um 1760), Teile des Seitenschiffs aus dem 14. Jahrhundert,
- Eschlbach: Pfarrkirche St. Mariä Geburt (1679), reiche Rokoko-Ausstattung um 1765,
- Grünbach: Filialkirche St. Andreas (1669),
- Grünbach: Schloss (1794–1847)
- Haselbach: Filialkirche St. Johannes der Täufer (um 1200),
- Hecken: Filialkirche St. Margaretha, 1754/55 durch Johann Baptist Lethner erbaut,
- Oppolding: Filialkirche St. Johannes der Täufer, 1764 durch Johann Baptist Lethner erbaut, mit reizvoller Rokoko-Ausstattung,
- Salmannskirchen, Filialkirche St. Oswald, 1751 durch Johann Baptist Lethner erbaut

### Bodendenkmäler
Im Gemeindegebiet gibt es 15 Grabhügel an neun Fundstellen bei Untermailling, Hubberg, Eschlbach, Riedersheim und Bockhorn. Dort befindet sich innerhalb weniger Kilometer die höchste Dichte an Grabhügeln aus der Zeit zwischen 1600 und 1300 v. Chr. im Landkreis.
- Grabhügel bei Bockhorn,
- Grabhügel D 1-7638-0002

## Wirtschaft und Infrastruktur

### Industrie, Handel und Gewerbe
1998 gab es im produzierenden Gewerbe 163 und im Bereich Handel und Verkehr 25 sozialversicherungspflichtig Beschäftigte am Arbeitsort. In sonstigen Wirtschaftsbereichen waren am Arbeitsort 100 Personen sozialversicherungspflichtig beschäftigt. Sozialversicherungspflichtig Beschäftigte am Wohnort gab es 1020. Im verarbeitenden Gewerbe gab es einen, im Bauhauptgewerbe zwölf Betriebe.

### Land- und Forstwirtschaft
Im Jahr 1998 gab es im Bereich der Land- und Forstwirtschaft sechs sozialversicherungspflichtig Beschäftigte am Arbeitsort.
Die landwirtschaftlich genutzte Fläche betrug 1998 3665 ha, davon waren 2915 ha Ackerfläche.
Im Jahr 1999 gab es noch 140 landwirtschaftliche Betriebe, deren Zahl ging bis 2010 auf 109 zurück.
| Betriebsgröße in ha | Anzahl der Betriebe | Anzahl der Betriebe |
| Betriebsgröße in ha | 1999                | 2010                |
| ------------------- | ------------------- | ------------------- |
| unter 5             | 017                 | 07                  |
| 5 bis unter 10      | 016                 | 09                  |
| 10 bis unter 20     | 028                 | 025                 |
| 20 bis unter 50     | 062                 | 046                 |
| 50 oder mehr        | 017                 | 022                 |
| Gesamt              | 140                 | 109                 |

### Verkehr
Durch die Gemeinde führen die Bundesstraße 388 und die Staatsstraße 2084. Eine ÖPNV-Anbindung besteht durch Buslinien des MVV. Die Bahnstrecke München–Simbach tangiert die Gemeinde im Süden, der nächste Haltepunkt ist in Walpertskirchen.

### Bildung
- Kindergärten für 112 Kinder (1999)
- Grundschule für 157 Schüler (2008)

## Persönlichkeiten
- Max Hoferer (1852–1935), Gymnasialdirektor, Autor
- Franz Paul Hoferer (1854–1939), Arzt
- Anton Hacker (1879–1942), Ingenieur und Bremer Hafenbaudirektor
- Karl Lenz (* 1955 in Unterstrogn), Soziologe und Hochschullehrer